# Wassadu
Wassadu (Namensvariante: Wassadung und Wasadung) ist eine Ortschaft im westafrikanischen Staat Gambia.
Nach einer Berechnung für das Jahr 2013 leben dort etwa 904 Einwohner, das Ergebnis der letzten veröffentlichten Volkszählung von 1993 betrug 674.

## Geographie
Wassadu liegt im Osten der West Coast Region, Distrikt Foni Jarrol. Der Ort ist rund 2,4 Kilometer südlich von der South Bank Road entfernt und liegt an Straße die nach Süden führt.

## Kultur und Sehenswürdigkeiten
Bei Wassadu sind mehrere Kultstätten bekannt:
- Dua dula: heiliger Hain
- Dua Bantang: heilige und religiöse StätteBaum
- nicht ausgewiesen: heiliger Baum
- nicht ausgewiesen: heiliger Hain
- Jalang Bantang: heilige Stätte

## Söhne und Töchter des Ortes
- Kukoi Samba Sanyang (1952–2013), Anführer eines Putschversuchs